# 草食系男子。
『草食系男子。』（そうしょくけいだんし）は、2010年の日本映画。

## ストーリー
Webデザイナーの羊一は、スイーツ好きで女性的な性格という、いわゆる草食系男子であった。羊一は幾人もの肉食系女子から迫られるのだが…。

## キャスト
- 草野羊一：崎本大海
- 曾田ひかり：折原みか
- 内田ゆか
- 海斗
- 多賀名将也
- 柴田篤志
- 吉田安寿香
- 前里優菜
- 田原彩香
- 橘未佐子
- 高橋由季
- 中村史彦
- 櫻井竜
- 三輪江一
- 夏見ゆみ
- 嶋崎知穂
- 坂本一敏